# Silvana Neitzke
Silvana de Fátima Neitzke (Araguari, 2 de março de 1971) é uma saltadora ornamental brasileira. Ela competiu na prova feminina da plataforma de 10 metros nos Jogos Olímpicos de Verão de 1992, realizados em Barcelona, na Espanha.